# Демократическая либеральная партия (Румыния)
Демократическая либеральная партия (рум. Partidul Democrat-Liberal — PD-L) — бывшая правоцентристская консервативная политическая партия в Румынии.

## История
ДЛП была создана 15 декабря 2007 года путём слияния двух близких правоцентристских партий — Демократической и Либерал-демократической. На парламентских выборах 2008 года ДЛП получила 115 мест в нижней палате румынского парламента и 51 место в румынском сенате. В 2009 году партия получила 10 мест на выборах в Европарламент из 33, зарезервированных для Румынии. Лидер партии Василе Блага стал премьер-министром в коалиционном правительстве с социал-демократами.
В 2014 г. вошла в состав Национальной либеральной партии, и в 2015 г. ликвидирована.

## Организационная структура
ДЛП состоит из жудетарных организаций (organizația județeană) по одной на жудец, жудетарные организации из местных организаций (Organizația locală), местные организации из организаций избирательных участков (Organizația de secție de votare).
Высший орган — национальная конвенция (Convenția Națională), между национальными конвенциями — национальная годовая конференция (Conferința Națională Anuală), между годовыми национальными конференциями — Национальный координационный совет (Consiliul Național de Coordonare), исполнительные органы — Национальное постоянное бюро (Biroul Permanent Național) и Национальная руководящая коллегия (Colegiul Director Național), высший ревизионный орган — Национальная комиссия ревизии и контроля (Comisia Națională de Revizie și Control).
Высший орган жудетарной организации — жудетарный координационный совет (Consiliu de Coordonare Județean), исполнительные органы жудетарной организации — жудетарное постоянное бюро (Birou Permanent Județean) и жудетарная руководящая коллегия (Colegiul Director Județean).
Высший орган местной организации — местный координационный совет (Consiliu de Coordonare Local), исполнительные органы — местное постоянное бюро (Birou Permanent Local).
Высший орган организации избирательного участка — бюро (birou).